# Óbuda-Békásmegyer
Óbuda-Békásmegyer, o distretto III (in ungherese III. kerülete), è un distretto di Budapest che racchiude la città storica di Óbuda.
Al 1º gennaio 2016 contava 130 415 abitanti.
Nel distretto ha sede una squadra di calcio, chiamata proprio III. Kerületi.